# Alexeï Ivanovitch Kostrikine
Alexeï Ivanovitch Kostrikine (en russe : Алексей Иванович Кострикин, aussi transcrit en anglais Kostrikin) né le 12 février 1929 à Bolchoï Morets, oblast de Volgograd ; mort le 22 septembre 2000 à Moscou) est un mathématicien russe spécialisé en algèbre.

## Biographie
Kostrikine étudie à l'université d'État de Saratov à partir de 1947 et, en raison de ses dons exceptionnels, à l'université Lomonossov à partir de 1951, où il obtient son diplôme en 1952. Il devient élève d'Igor Chafarevitch, avec qui il obtient son doctorat (candidat en sciences) à l'Institut de mathématiques Steklov en 1956. Il reste à l'Institut Steklov et, en parallèle, est également professeur à l'université Lomonossov à partir de 1963 dans le département d'algèbre supérieure, qu'il dirige de 1977 à 2000.
Kostrikine écrit plusieurs manuels d'algèbre connus et travaille sur le problème restreint de Burnside dans les années 1950, où il fait une percée mathématique et obtient une solution partielle pour les exposants premiers. Le problème est complètement résolu par Efim Zelmanov en 1989. Dans les années 1960, Kostrikine étudie les algèbres de Lie sur des corps de caractéristique finie et il formule diverses conjectures avec Chafarevitch.

## Distinctions et honneurs
En 1968, Kostrikine reçoit le prix d'État d'URSS et en 1997 le prix Lomonossov. En 1976, il est élu membre correspondant de l'Académie soviétique des sciences. Il est conférencier invité au Congrès international des mathématiciens à Stockholm en 1962 (Algèbres de Lie et groupes finis) et à Nice en 1970 (Variations modulaires sur un thème de Cartan).
Il est le directeur de thèse de Alexeï Bondal (ru), Alexander Kuznetsov et Askar Djoumadildaïev (en).

## Publications (sélection)
- Alexeï I. Kostrikin (trad. James Wiegold), Around Burnside, Springer-Verlag, coll. « Ergebnisse der Mathematik und ihrer Grenzgebiete, 3e série » (no 20), 1990, xii + 220 p. (zbMATH 0702.17001).
- Alexeï I. Kostrikin et Pham Huu Tiep, Orthogonal decompositions and integral lattices, De Gruyter, coll. « Expositions in Mathematics » (no 15), 1994, x +  535 p. (zbMATH 0855.11033).
- Alexeï I. Kostrikin (trad. Neal Koblitz), Introduction to algebra, Springer-Verlag, coll. « Universitext », 1982 (original russe 1977), xiii +  575 p. (zbMATH 0482.00001).
- Alexeï I. Kostrikin (trad. V. Kolimeev), Introduction à l’algèbre, Moscou, Éditions Mir, 1981 (original russe 1977), 453 p. (zbMATH 0461.00004).
- Alexeï I. Kostrikin et Youri I. Manin (trad. Marc-Henri Dehon), Algèbre et géométrie linéaires, Paris, Cassinir, 2021, vi + 324 p. (ISBN 978-2-84225-254-0, zbMATH 1470.15001). — Aussi paru en anglais : Linear algebra and geometry, Gordon et Breach 1989
- Alexeï I. Kostrikin (éditeur) (trad. V. A. Artamonov), Exercises in algebra. A collection of exercises in algebra, linear algebra and geometry, New York, Gordon and Breach, coll. « Algebra, Logic and Applications » (no 6), 1996, xii+ 464 p. (zbMATH 0894.00002).